# Élections législatives de 2024 des représentants des Français établis hors de France
Les élections législatives françaises de 2024 se déroulent à l'étranger les 30 juin et 7 juillet 2024, à la suite de la dissolution de l'Assemblée nationale par Emmanuel Macron. Toutefois, en raison des décalages horaires, les deux tours ont lieu les samedis 29 juin et 6 juillet 2024 dans les première et deuxième circonscriptions. Onze députés sont à élire dans le cadre de onze circonscriptions.

## Contexte
| Circonscription | RN      | ENS     | PS - PP | LFI     | LR      | LE      | REC     |
| --------------- | ------- | ------- | ------- | ------- | ------- | ------- | ------- |
| Circonscription |         |         |         |         |         |         |         |
| 1re             | 6,18 %  | 25,52 % | 21,08 % | 12,76 % | 6,82 %  | 13,92 % | 6,12 %  |
| 2e              | 8,19 %  | 22,84 % | 16,00 % | 12,41 % | 9,21 %  | 11,72 % | 9,04 %  |
| 3e              | 3,43 %  | 26,74 % | 22,38 % | 11,25 % | 7,37 %  | 16,17 % | 4,34 %  |
| 4e              | 7,06 %  | 22,05 % | 21,05 % | 13,99 % | 7,92 %  | 14,05 % | 5,17 %  |
| 5e              | 15,80 % | 19,81 % | 18,40 % | 8,48 %  | 8,06 %  | 10,34 % | 10,31 % |
| 6e              | 9,12 %  | 23,59 % | 19,83 % | 9,65 %  | 8,45 %  | 12,76 % | 7,15 %  |
| 7e              | 5,91 %  | 23,06 % | 21,43 % | 11,91 % | 6,84 %  | 15,91 % | 4,79 %  |
| 8e              | 10,09 % | 11,48 % | 12,72 % | 6,61 %  | 22,13 % | 6,19 %  | 24,86 % |
| 9e              | 9,59 %  | 11,80 % | 13,47 % | 41,39 % | 4,98 %  | 5,64 %  | 5,54 %  |
| 10e             | 14,31 % | 18,16 % | 12,17 % | 21,05 % | 9,54 %  | 6,91 %  | 9,68 %  |
| 11e             | 9,48 %  | 23,64 % | 16,48 % | 8,90 %  | 8,28 %  | 10,76 % | 10,36 % |

## Système électoral
Les élections législatives ont lieu au scrutin uninominal majoritaire à deux tours dans des circonscriptions uninominales.
Est élu au premier tour le candidat qui réunit la majorité absolue des suffrages exprimés et un nombre de voix au moins égal au quart des électeurs inscrits dans la circonscription, soit 25 %. Si aucun des candidats ne satisfait ces conditions, un second tour est organisé entre les candidats ayant réuni un nombre de voix au moins égal à un huitième des inscrits, soit 12,5 %. Les deux candidats arrivés en tête du 1er tour se maintiennent néanmoins par défaut si un seul ou aucun d'entre eux n'a atteint ce seuil. Au second tour, le candidat arrivé en tête est déclaré élu,.
Le seuil de qualification basé sur un pourcentage du total des inscrits et non des suffrages exprimés rend plus difficile l'accès au second tour lorsque l'abstention est élevée. Le système permet en revanche l'accès au second tour de plus de deux candidats si plusieurs d'entre eux franchissent le seuil de 12,5 % des inscrits. Les candidats en lice au second tour peuvent ainsi être trois, un cas de figure appelé « triangulaire ». Les second tours où s'affrontent quatre candidats, appelés « quadrangulaire » sont également possibles, mais beaucoup plus rares,.
Les français établis hors de France inscrits sur les listes électorales consulaires ont la particularité unique de pouvoir voter via Internet pour les deux tours des élections législatives (ainsi que pour les élections consulaires), et ce depuis les élections législatives de 2012. Exceptionnellement, ce vote électronique n'a pas lieu les 30 juin et 7 juillet comme pour le vote à l'urne, mais sur sur un portail ouvert pendant 48 heures plusieurs jours avant les dates officielles : du 25 juin à midi (à l'heure de France métropolitaine) au 27 juin midi pour le premier tour, et du 2 juillet à midi au 3 juillet à 18 heures pour le second tour.

### Partis et nuances
Les résultats des élections sont publiés en France par le ministère de l'Intérieur, qui classe les partis en leur attribuant des nuances politiques. Ces dernières sont décidées par les préfets, qui les attribuent indifféremment de l'étiquette politique déclarée par les candidats, qui peut être celle d'un parti ou une candidature sans étiquette.
Seuls le Parti communiste français (COM), La France insoumise (FI), le Parti socialiste (SOC), le Parti radical de gauche (RDG), Les Écologistes (VEC), Renaissance (RE), le Mouvement démocrate (MDM), Horizons (HOR), l'Union des démocrates et indépendants (UDI), Les Républicains (LR), le Rassemblement national (RN) et Reconquête (REC) se voient attribuer en 2024 des nuances propres. Les coalitions Ensemble et Nouveau front populaire, ainsi que les candidats de l'alliance LR-Ciotti-RN, en bénéficient également indirectement, les nuances Ensemble ! (Majorité présidentielle) (ENS), Union de la gauche (UG) et Union de l'extrême-droite (UXD) étant attribuables aux candidats bénéficiant respectivement du soutien de deux partis du centre, de deux partis de gauche ou de deux partis d'extrême-droite,.
Tous les autres partis se voient attribuer l'une ou l'autre des nuances suivantes : EXG (extrême gauche), DVG (divers gauche), ECO (écologiste), REG (régionaliste), DVC (divers centre), DVD (divers droite), DSV (droite souverainiste) et EXD (extrême droite). Des partis comme Debout la France ou Lutte ouvrière ne disposent ainsi pas de nuances propres, et leurs résultats nationaux ne sont pas publiés séparément par le ministère, car mélangés avec d'autres partis (respectivement dans les nuances DSV et EXG).

## Résultats

### Élus
| Circonscription | Député sortant                                   | Parti ou nuance | Parti ou nuance | Groupe    | Député élu ou réélu      | Parti ou nuance | Parti ou nuance | Groupe   |
| --------------- | ------------------------------------------------ | --------------- | --------------- | --------- | ------------------------ | --------------- | --------------- | -------- |
| 1re             | Christophe Weissberg suppléant de Roland Lescure |                 | RE              | RE        | Roland Lescure           |                 | RE              | EPR      |
| 2e              | Éléonore Caroit                                  |                 | RE              | RE        | Éléonore Caroit          |                 | RE              | app. EPR |
| 3e              | Alexandre Holroyd                                |                 | RE              | RE        | Vincent Caure            |                 | RE              | EPR      |
| 4e              | Pieyre-Alexandre Anglade                         |                 | RE              | RE        | Pieyre-Alexandre Anglade |                 | RE              | EPR      |
| 5e              | Stéphane Vojetta                                 |                 | DVC             | app. RE   | Stéphane Vojetta         |                 | DVC             | app. EPR |
| 6e              | Marc Ferracci                                    |                 | RE              | RE        | Marc Ferracci            |                 | RE              | EPR      |
| 7e              | Frédéric Petit                                   |                 | MoDem           | DEM       | Frédéric Petit           |                 | MoDem           | DEM      |
| 8e              | Meyer Habib                                      |                 | LR              | app. LR   | Caroline Yadan           |                 | RE              | EPR      |
| 9e              | Karim Ben Cheïkh                                 |                 | G.s             | ÉCO-NUPES | Karim Ben Cheïkh         |                 | G.s             | ÉcoS     |
| 10e             | Amal Amélia Lakrafi                              |                 | RE              | RE        | Amal Amélia Lakrafi      |                 | RE              | EPR      |
| 11e             | Anne Genetet                                     |                 | RE              | RE        | Anne Genetet             |                 | RE              | EPR      |

### Résultats de l'ensemble des circonscriptions

#### Résultats par coalition
| Parti et coalition                          | Parti et coalition                                               | Parti et coalition                              | Premier tour | Premier tour | Premier tour | Second tour   | Second tour   | Second tour | Total Sièges  | +/-           |  |
| Parti et coalition                          | Parti et coalition                                               | Parti et coalition                              | Voix         | %            | Sièges       | Voix          | %             | Sièges      | Total Sièges  | +/-           |  |
| ------------------------------------------- | ---------------------------------------------------------------- | ----------------------------------------------- | ------------ | ------------ | ------------ | ------------- | ------------- | ----------- | ------------- | ------------- |  |
|                                             |                                                                  | Parti socialiste (PS)                           | 71 497       | 12,63        | 0            | 90 972        | 16,28         | 0           | 0             | en stagnation |  |
|                                             | Les Écologistes (LÉ)                                             | 67 647                                          | 11,95        | 0            | 88 490       | 15,83         | 0             | 0           | en stagnation |               |  |
|                                             | La France insoumise (LFI)                                        | 30 181                                          | 5,33         | 0            | 41 014       | 7,34          | 0             | 0           | en stagnation |               |  |
|                                             | Génération.s (G.s)                                               | 18 505                                          | 3,27         | 0            | 26 271       | 4,70          | 1             | 1           | en stagnation |               |  |
|                                             | Sans étiquette                                                   | 7 516                                           | 1,33         | 0            |              |               |               | 0           | Nv            |               |  |
| Total Nouveau Front populaire (NFP)         | Total Nouveau Front populaire (NFP)                              | 195 346                                         | 34,50        | 0            | 246 747      | 44,14         | 1             | 1           | en stagnation |               |  |
|                                             |                                                                  | Renaissance (RE)                                | 163 270      | 28,83        | 0            | 235 379       | 42,11         | 8           | 8             | 1             |  |
|                                             | Mouvement démocrate (MoDem)                                      | 21 929                                          | 3,86         | 0            | 34 516       | 6,17          | 1             | 1           | en stagnation |               |  |
| Total Ensemble pour la République (ENS)     | Total Ensemble pour la République (ENS)                          | 185 199                                         | 32,71        | 0            | 269 895      | 48,28         | 9             | 9           | 1             |               |  |
|                                             |                                                                  | Rassemblement national (RN)                     | 56 115       | 9,91         | 0            |               |               |             | 0             | en stagnation |  |
|                                             | Républicains à droite (RÀD)                                      | 6 147                                           | 1,09         | 0            | 0            | Nv            |               |             |               |               |  |
| Total Rassemblement national et alliés (RN) | Total Rassemblement national et alliés (RN)                      | 62 262                                          | 11,00        | 0            | 0            | en stagnation |               |             |               |               |  |
|                                             |                                                                  | Les Républicains (LR)                           | 37 968       | 6,71         | 0            | 16 428        | 2,94          | 0           | 0             | en stagnation |  |
|                                             | Sans étiquette                                                   | 2 069                                           | 0,37         | 0            |              |               |               | 0           | Nv            |               |  |
| Total Union de la droite et du centre (UDC) | Total Union de la droite et du centre (UDC)                      | 40 037                                          | 7,07         | 0            | 16 428       | 2,94          | 0             | 0           | 1             |               |  |
|                                             |                                                                  | Europe Égalité Écologie ! (EÉÉ)                 | 24 210       | 4,28         | 0            |               |               |             | 0             | Nv            |  |
|                                             | Union de la gauche populaire, progressiste et écologiste (UGPPÉ) | 1 102                                           | 0,19         | 0            | 0            | Nv            |               |             |               |               |  |
| Total Le Centre (LC)                        | Total Le Centre (LC)                                             | 25 312                                          | 4,47         | 0            | 0            | en stagnation |               |             |               |               |  |
|                                             | Reconquête (REC)                                                 | Reconquête (REC)                                | 9 862        | 1,74         | 0            | 0             | en stagnation |             |               |               |  |
|                                             | Volt Europa (Volt)                                               | Volt Europa (Volt)                              | 6 936        | 1,22         | 0            | 0             | en stagnation |             |               |               |  |
|                                             | Décidons nous-mêmes ! (DNM)                                      | Décidons nous-mêmes ! (DNM)                     | 1 709        | 0,30         | 0            | 0             | en stagnation |             |               |               |  |
|                                             | Union des Droites (UDD)                                          | Union des Droites (UDD)                         | 1 495        | 0,26         | 0            | 0             | Nv            |             |               |               |  |
|                                             | Les Centristes - Le Nouveau Centre (LC)                          | Les Centristes - Le Nouveau Centre (LC)         | 1 492        | 0,26         | 0            | 0             | Nv            |             |               |               |  |
|                                             | Nouvelle Énergie (NÉ)                                            | Nouvelle Énergie (NÉ)                           | 1 414        | 0,25         | 0            | 0             | Nv            |             |               |               |  |
|                                             | Union populaire républicaine (UPR)                               | Union populaire républicaine (UPR)              | 1 376        | 0,24         | 0            | 0             | Nv            |             |               |               |  |
|                                             | Du courage (DC)                                                  | Du courage (DC)                                 | 1 329        | 0,23         | 0            | 0             | Nv            |             |               |               |  |
|                                             | Les Chiraquiens (LC)                                             | Les Chiraquiens (LC)                            | 1 222        | 0,22         | 0            | 0             | Nv            |             |               |               |  |
|                                             | Dissidents Nouveau Front populaire                               | Dissidents Nouveau Front populaire              | 1 171        | 0,21         | 0            | 0             | Nv            |             |               |               |  |
|                                             | Solidarité et progrès (S&P)                                      | Solidarité et progrès (S&P)                     | 846          | 0,15         | 0            | 0             | en stagnation |             |               |               |  |
|                                             | Les Radicaux de gauche (LRDG)                                    | Les Radicaux de gauche (LRDG)                   | 809          | 0,14         | 0            | 0             | en stagnation |             |               |               |  |
|                                             | Équinoxe                                                         | Équinoxe                                        | 774          | 0,14         | 0            | 0             | Nv            |             |               |               |  |
|                                             | Europe Égalité Écologie ! (EÉÉ)                                  | Europe Égalité Écologie ! (EÉÉ)                 | 693          | 0,12         | 0            | 0             | Nv            |             |               |               |  |
|                                             | Debout la France (DLF)                                           | Debout la France (DLF)                          | 605          | 0,11         | 0            | 0             | Nv            |             |               |               |  |
|                                             |                                                                  | Mouvement écologiste indépendant (MEI)          | 574          | 0,10         | 0            | 0             | Nv            |             |               |               |  |
| Total Le Rassemblement (RAS)                | Total Le Rassemblement (RAS)                                     | 574                                             | 0,10         | 0            | 0            | Nv            |               |             |               |               |  |
|                                             |                                                                  | France écologie (FÉ)                            | 507          | 0,09         | 0            | 0             | Nv            |             |               |               |  |
|                                             | 100 % citoyens (100%С)                                           | 11                                              | 0,00         | 0            | 0            | Nv            |               |             |               |               |  |
| Total Tous unis pour le vivant (TUPV)       | Total Tous unis pour le vivant (TUPV)                            | 518                                             | 0,09         | 0            | 0            | Nv            |               |             |               |               |  |
|                                             | France libre (FL)                                                | France libre (FL)                               | 299          | 0,05         | 0            | 0             | Nv            |             |               |               |  |
|                                             | Dissidents Union des démocrates et indépendants                  | Dissidents Union des démocrates et indépendants | 117          | 0,02         | 0            | 0             | Nv            |             |               |               |  |
|                                             | Parti communiste français (PCF)                                  | Parti communiste français (PCF)                 | 84           | 0,01         | 0            | 0             | en stagnation |             |               |               |  |
|                                             | Gauche républicaine et socialiste (GRS)                          | Gauche républicaine et socialiste (GRS)         | 21           | 0,00         | 0            | 0             | en stagnation |             |               |               |  |
|                                             | Autres partis                                                    | Autres partis                                   | 388          | 0,07         | 0            | 0             | 1             |             |               |               |  |
|                                             | Sans étiquette (SE)                                              | Sans étiquette (SE)                             | 24 342       | 4,30         | 0            | 25 894        | 4,63          | 1           | 1             | 1             |  |
|                                             |                                                                  |                                                 |              |              |              |               |               |             |               |               |  |
| Suffrages exprimés                          | Suffrages exprimés                                               | Suffrages exprimés                              | 566 232      | 98,66        |              | 558 964       | 94,45         |             |               |               |  |
| Votes blancs                                | Votes blancs                                                     | Votes blancs                                    | 6 697        | 1,17         | 31 416       | 5,31          |               |             |               |               |  |
| Votes nuls                                  | Votes nuls                                                       | Votes nuls                                      | 1 021        | 0,18         | 1 455        | 0,25          |               |             |               |               |  |
| Total                                       | Total                                                            | Total                                           | 573 950      | 100          | 0            | 591 835       | 100           | 11          | 11            | en stagnation |  |
| Abstentions                                 | Abstentions                                                      | Abstentions                                     | 996 338      | 63,45        |              | 978 320       | 62,31         |             |               |               |  |
| Inscrits/Participation                      | Inscrits/Participation                                           | Inscrits/Participation                          | 1 570 288    | 36,55        | 1 570 155    | 37,69         |               |             |               |               |  |

#### Résultats par nuance
| Nuance                 | Nuance                               | Nuance                 | Premier tour | Premier tour | Premier tour | Second tour | Second tour   | Second tour | Total Sièges | +/-           |  |
| Nuance                 | Nuance                               | Nuance                 | Voix         | %            | Sièges       | Voix        | %             | Sièges      | Total Sièges | +/-           |  |
| ---------------------- | ------------------------------------ | ---------------------- | ------------ | ------------ | ------------ | ----------- | ------------- | ----------- | ------------ | ------------- |  |
|                        | Union de la gauche                   | UG                     | 195 346      | 34,50        | 0            | 246 747     | 44,14         | 1           | 1            | en stagnation |  |
|                        | Ensemble                             | ENS                    | 185 199      | 32,71        | 0            | 269 895     | 48,28         | 9           | 9            | 1             |  |
|                        | Rassemblement national               | RN                     | 56 115       | 9,91         | 0            |             |               |             | 0            | en stagnation |  |
|                        | Divers centre                        | DVC                    | 41 508       | 7,33         | 0            | 25 894      | 4,63          | 1           | 1            | en stagnation |  |
|                        | Les Républicains                     | LR                     | 39 297       | 6,94         | 0            | 16 428      | 2,94          | 0           | 0            | en stagnation |  |
|                        | Divers gauche                        | DVG                    | 12 395       | 2,19         | 0            |             |               |             | 0            | en stagnation |  |
|                        | Reconquête                           | REC                    | 9 862        | 1,74         | 0            | 0           | en stagnation |             |              |               |  |
|                        | Divers                               | DIV                    | 7 114        | 1,26         | 0            | 0           | en stagnation |             |              |               |  |
|                        | Divers droite                        | DVD                    | 6 747        | 1,19         | 0            | 0           | en stagnation |             |              |               |  |
|                        | Union de l'extrême droite            | UXD                    | 6 147        | 1,09         | 0            | 0           | en stagnation |             |              |               |  |
|                        | Ecologistes                          | ECO                    | 2 297        | 0,41         | 0            | 0           | en stagnation |             |              |               |  |
|                        | Droite souverainiste                 | DSV                    | 1 981        | 0,35         | 0            | 0           | en stagnation |             |              |               |  |
|                        | Extrême droite                       | EXD                    | 1 495        | 0,26         | 0            | 0           | en stagnation |             |              |               |  |
|                        | Régionaliste                         | REG                    | 507          | 0,09         | 0            | 0           | en stagnation |             |              |               |  |
|                        | Parti radical de gauche              | RDG                    | 222          | 0,04         | 0            | 0           | en stagnation |             |              |               |  |
|                        | Union des démocrates et indépendants | UDI                    |              |              |              | 0           | 1             |             |              |               |  |
|                        |                                      |                        |              |              |              |             |               |             |              |               |  |
| Suffrages exprimés     | Suffrages exprimés                   | Suffrages exprimés     | 566 232      | 98,66        |              | 558 964     | 94,45         |             |              |               |  |
| Votes blancs           | Votes blancs                         | Votes blancs           | 6 697        | 1,17         | 31 416       | 5,31        |               |             |              |               |  |
| Votes nuls             | Votes nuls                           | Votes nuls             | 1 021        | 0,18         | 1 455        | 0,25        |               |             |              |               |  |
| Total                  | Total                                | Total                  | 573 950      | 100          | 0            | 591 835     | 100           | 11          | 11           | en stagnation |  |
| Abstentions            | Abstentions                          | Abstentions            | 996 338      | 63,45        |              | 978 320     | 62,31         |             |              |               |  |
| Inscrits/Participation | Inscrits/Participation               | Inscrits/Participation | 1 570 288    | 36,55        | 1 570 155    | 37,69       |               |             |              |               |  |

### Résultats par circonscription

#### Première circonscription
Député sortant : Christophe Weissberg (Renaissance), élu en 2022 en tant que suppléant de Roland Lescure (Renaissance).
| Candidat,                | Candidat,                | Parti et coalition       | Nuance                   | Premier tour | Premier tour | Second tour | Second tour |
| Candidat,                | Candidat,                | Parti et coalition       | Nuance                   | Voix         | %            | Voix        | %           |
| ------------------------ | ------------------------ | ------------------------ | ------------------------ | ------------ | ------------ | ----------- | ----------- |
|                          | Roland Lescure           | RE (ENS)                 | ENS                      | 36 363       | 38,84        | 50 333      | 54,25       |
|                          | Oussama Laraichi         | LÉ (NFP)                 | UG                       | 33 822       | 36,12        | 42 439      | 45,75       |
|                          | Jennifer Adam            | RN                       | RN                       | 10 018       | 10,70        |             |             |
|                          | Olivier Piton            | LR (UDC)                 | LR                       | 4 856        | 5,19         |             |             |
|                          | Véronique Jackson        | EÉÉ (LC)                 | DVC                      | 4 643        | 4,96         |             |             |
|                          | Elias Forneris           | NÉ                       | DVD                      | 1 414        | 1,51         |             |             |
|                          | Alexandra Pourchet       | REC                      | REC                      | 1 357        | 1,45         |             |             |
|                          | Greg Lacoste             | SE                       | DIV                      | 1 090        | 1,16         |             |             |
|                          | Paloma Ladam             | ratt. PCF                | DVG                      | 67           | 0,07         |             |             |
|                          |                          |                          |                          |              |              |             |             |
| Votes valides            | Votes valides            | Votes valides            | Votes valides            | 93 630       | 98,81        | 92 772      | 94,79       |
| Votes blancs             | Votes blancs             | Votes blancs             | Votes blancs             | 1 039        | 1,10         | 4 958       | 5,07        |
| Votes nuls               | Votes nuls               | Votes nuls               | Votes nuls               | 90           | 0,09         | 142         | 0,15        |
| Total                    | Total                    | Total                    | Total                    | 94 759       | 100          | 97 872      | 100         |
| Abstention               | Abstention               | Abstention               | Abstention               | 171 173      | 64,37        | 168 026     | 63,19       |
| Inscrits / participation | Inscrits / participation | Inscrits / participation | Inscrits / participation | 265 932      | 35,63        | 265 898     | 36,81       |

#### Deuxième circonscription
Députée sortante : Éléonore Caroit (Renaissance).
| Candidat                 | Candidat                 | Parti et coalition       | Nuance                   | Premier tour | Premier tour | Second tour | Second tour |
| Candidat                 | Candidat                 | Parti et coalition       | Nuance                   | Voix         | %            | Voix        | %           |
| ------------------------ | ------------------------ | ------------------------ | ------------------------ | ------------ | ------------ | ----------- | ----------- |
|                          | Sergio Coronado          | LÉ (NFP)                 | UG                       | 6 952        | 36,16        | 8 725       | 46,73       |
|                          | Éléonore Caroit          | RE (ENS)                 | ENS                      | 6 440        | 33,49        | 9 947       | 53,27       |
|                          | Marie-Nathalie Gonçalves | RN                       | RN                       | 2 553        | 13,28        |             |             |
|                          | Bertrand Dupont          | LR (UDC)                 | LR                       | 1 905        | 9,91         |             |             |
|                          | Jessica Agostini         | EÉÉ (LC)                 | DVC                      | 987          | 5,13         |             |             |
|                          | Nora Courmontagne        | REC                      | REC                      | 373          | 1,94         |             |             |
|                          | Camille Mercier          | ratt. PCF                | DIV                      | 17           | 0,09         |             |             |
|                          |                          |                          |                          |              |              |             |             |
| Votes valides            | Votes valides            | Votes valides            | Votes valides            | 19 227       | 98,50        | 18 672      | 94,52       |
| Votes blancs             | Votes blancs             | Votes blancs             | Votes blancs             | 233          | 1,19         | 996         | 5,04        |
| Votes nuls               | Votes nuls               | Votes nuls               | Votes nuls               | 59           | 0,30         | 86          | 0,44        |
| Total                    | Total                    | Total                    | Total                    | 19 519       | 100          | 19 754      | 100         |
| Abstention               | Abstention               | Abstention               | Abstention               | 62 274       | 76,14        | 62 032      | 75,85       |
| Inscrits / participation | Inscrits / participation | Inscrits / participation | Inscrits / participation | 81 793       | 23,86        | 81 786      | 24,15       |

#### Troisième circonscription
Député sortant : Alexandre Holroyd (Renaissance), se représente en tant que suppléant de Vincent Caure.
| Candidat                 | Candidat                 | Parti et coalition       | Nuance                   | Premier tour | Premier tour | Second tour | Second tour |
| Candidat                 | Candidat                 | Parti et coalition       | Nuance                   | Voix         | %            | Voix        | %           |
| ------------------------ | ------------------------ | ------------------------ | ------------------------ | ------------ | ------------ | ----------- | ----------- |
|                          | Charlotte Minvielle (d)  | LÉ (NFP)                 | UG                       | 26 873       | 39,22        | 37 326      | 49,46       |
|                          | Vincent Caure            | RE (ENS)                 | ENS                      | 26 810       | 39,13        | 38 134      | 50,54       |
|                          | Sophie Charbonnet        | RN                       | RN                       | 4 504        | 6,57         |             |             |
|                          | Balthazar Roger          | LR (UDC)                 | LR                       | 3 442        | 5,02         |             |             |
|                          | Assamahou Lamarre        | EÉÉ (LC)                 | DVC                      | 3 365        | 4,91         |             |             |
|                          | Joël Heslaut             | SE                       | DVC                      | 1 251        | 1,83         |             |             |
|                          | Anthony Coutret          | REC                      | REC                      | 752          | 1,10         |             |             |
|                          | Tanguy Pinomaa-Danzé     | Volt                     | DVG                      | 701          | 1,02         |             |             |
|                          | Emmanuel Constantin      | Équinoxe                 | ECO                      | 355          | 0,52         |             |             |
|                          | Tim Craye                | SE                       | DVD                      | 236          | 0,34         |             |             |
|                          | Yvan Bachaud             | DNM                      | DIV                      | 226          | 0,33         |             |             |
|                          |                          |                          |                          |              |              |             |             |
| Votes valides            | Votes valides            | Votes valides            | Votes valides            | 68 515       | 98,65        | 75 460      | 96,45       |
| Votes blancs             | Votes blancs             | Votes blancs             | Votes blancs             | 829          | 1,19         | 2 707       | 3,46        |
| Votes nuls               | Votes nuls               | Votes nuls               | Votes nuls               | 112          | 0,16         | 71          | 0,09        |
| Total                    | Total                    | Total                    | Total                    | 69 456       | 100          | 78 238      | 100         |
| Abstention               | Abstention               | Abstention               | Abstention               | 91 178       | 56,76        | 82 389      | 51,29       |
| Inscrits / participation | Inscrits / participation | Inscrits / participation | Inscrits / participation | 160 634      | 43,24        | 160 627     | 48,71       |

#### Quatrième circonscription
Député sortant : Pieyre-Alexandre Anglade (Renaissance).
| Candidat                 | Candidat                 | Parti et coalition       | Nuance                   | Premier tour | Premier tour | Second tour | Second tour |
| Candidat                 | Candidat                 | Parti et coalition       | Nuance                   | Voix         | %            | Voix        | %           |
| ------------------------ | ------------------------ | ------------------------ | ------------------------ | ------------ | ------------ | ----------- | ----------- |
|                          | Cécilia Gondard          | PS (NFP)                 | UG                       | 27 898       | 37,45        | 36 127      | 49,76       |
|                          | Pieyre-Alexandre Anglade | RE (ENS)                 | ENS                      | 26 410       | 35,46        | 36 476      | 50,24       |
|                          | Charlotte Beaufils       | RN                       | RN                       | 6 736        | 9,04         |             |             |
|                          | Geneviève Machicote      | LR (UDC)                 | LR                       | 4 604        | 6,18         |             |             |
|                          | Juliette de Causans      | EÉÉ (LC)                 | DVC                      | 4 318        | 5,80         |             |             |
|                          | Sacha Courtial           | Volt                     | DVG                      | 1 563        | 2,10         |             |             |
|                          | Patrick Brisset          | LC                       | DVD                      | 1 492        | 2,00         |             |             |
|                          | Anne-Catherine Girard    | REC                      | REC                      | 1 001        | 1,34         |             |             |
|                          | Aude Rossolini           | DNM                      | DIV                      | 463          | 0,62         |             |             |
|                          |                          |                          |                          |              |              |             |             |
| Votes valides            | Votes valides            | Votes valides            | Votes valides            | 74 485       | 98,92        | 72 603      | 95,07       |
| Votes blancs             | Votes blancs             | Votes blancs             | Votes blancs             | 713          | 0,95         | 3 609       | 4,73        |
| Votes nuls               | Votes nuls               | Votes nuls               | Votes nuls               | 99           | 0,13         | 153         | 0,20        |
| Total                    | Total                    | Total                    | Total                    | 75 297       | 100          | 76 365      | 100         |
| Abstention               | Abstention               | Abstention               | Abstention               | 82 742       | 52,36        | 81 670      | 51,68       |
| Inscrits / participation | Inscrits / participation | Inscrits / participation | Inscrits / participation | 158 039      | 47,64        | 158 035     | 48,32       |

#### Cinquième circonscription
Député sortant : Stéphane Vojetta (Indépendant).
| Candidat                 | Candidat                 | Parti et coalition       | Nuance                   | Premier tour | Premier tour | Second tour | Second tour |
| Candidat                 | Candidat                 | Parti et coalition       | Nuance                   | Voix         | %            | Voix        | %           |
| ------------------------ | ------------------------ | ------------------------ | ------------------------ | ------------ | ------------ | ----------- | ----------- |
|                          | Stéphane Vojetta         | SE                       | DVC                      | 14 492       | 33,68        | 25 894      | 61,47       |
|                          | Maxime Da Silva          | LFI (NFP)                | UG                       | 11 267       | 26,18        | 16 230      | 38,53       |
|                          | Johana Maurel            | RN                       | RN                       | 8 385        | 19,49        |             |             |
|                          | José Sanchez Perez       | EÉÉ (LC)                 | DVC                      | 2 226        | 5,17         |             |             |
|                          | Jérémie Fosse            | SE                       | DVG                      | 2 161        | 5,02         |             |             |
|                          | Yohann Castro            | SE (UDC)                 | DVD                      | 2 069        | 4,81         |             |             |
|                          | Béatrice Mazel           | REC                      | REC                      | 794          | 1,85         |             |             |
|                          | Sarah Millot             | LRDG                     | DVG                      | 587          | 1,36         |             |             |
|                          | Alexandre Marie          | Volt                     | DVG                      | 353          | 0,82         |             |             |
|                          | Jean-François Calvet     | DLF                      | DSV                      | 308          | 0,72         |             |             |
|                          | Maud Lagarde             | SE                       | DIV                      | 187          | 0,43         |             |             |
|                          | Christopher Brenier      | PLIB                     | DIV                      | 132          | 0,31         |             |             |
|                          | David Nataf              | SE                       | DIV                      | 70           | 0,16         |             |             |
|                          |                          |                          |                          |              |              |             |             |
| Votes valides            | Votes valides            | Votes valides            | Votes valides            | 43 031       | 98,49        | 42 124      | 93,19       |
| Votes blancs             | Votes blancs             | Votes blancs             | Votes blancs             | 591          | 1,35         | 2 957       | 6,54        |
| Votes nuls               | Votes nuls               | Votes nuls               | Votes nuls               | 70           | 0,16         | 123         | 0,27        |
| Total                    | Total                    | Total                    | Total                    | 43 692       | 100          | 45 204      | 100         |
| Abstention               | Abstention               | Abstention               | Abstention               | 71 810       | 62,17        | 70 293      | 60,86       |
| Inscrits / participation | Inscrits / participation | Inscrits / participation | Inscrits / participation | 115 502      | 37,83        | 115 497     | 39,14       |

#### Sixième circonscription
Député sortant : Marc Ferracci (Renaissance).
| Candidat                 | Candidat                 | Parti et coalition       | Nuance                   | Premier tour | Premier tour | Second tour | Second tour |
| Candidat                 | Candidat                 | Parti et coalition       | Nuance                   | Voix         | %            | Voix        | %           |
| ------------------------ | ------------------------ | ------------------------ | ------------------------ | ------------ | ------------ | ----------- | ----------- |
|                          | Marc Ferracci            | RE (ENS)                 | ENS                      | 25 590       | 40,54        | 34 771      | 59,48       |
|                          | Halima Delimi            | PS (NFP)                 | UG                       | 19 446       | 30,81        | 23 687      | 40,52       |
|                          | Déborah Merceron         | RN                       | RN                       | 9 158        | 14,51        |             |             |
|                          | Olivier Corticchiato     | LR (UDC)                 | LR                       | 4 172        | 6,61         |             |             |
|                          | Jacques de Causans       | EÉÉ (LC)                 | DVC                      | 1 888        | 2,99         |             |             |
|                          | Philippe Tissot          | REC                      | REC                      | 949          | 1,50         |             |             |
|                          | Marie-Julie Jacquemot    | Volt                     | DVG                      | 651          | 1,03         |             |             |
|                          | Arnaud Dorthé            | DNM                      | DIV                      | 627          | 0,99         |             |             |
|                          | Céline Von Auw           | Équinoxe                 | ECO                      | 419          | 0,66         |             |             |
|                          | Michèle Sellès Lefranc   | LRDG                     | RDG                      | 222          | 0,35         |             |             |
|                          |                          |                          |                          |              |              |             |             |
| Votes valides            | Votes valides            | Votes valides            | Votes valides            | 63 122       | 98,94        | 58 458      | 92,36       |
| Votes blancs             | Votes blancs             | Votes blancs             | Votes blancs             | 588          | 0,92         | 4 740       | 7,49        |
| Votes nuls               | Votes nuls               | Votes nuls               | Votes nuls               | 88           | 0,14         | 99          | 0,16        |
| Total                    | Total                    | Total                    | Total                    | 63 798       | 100          | 63 297      | 100         |
| Abstention               | Abstention               | Abstention               | Abstention               | 95 948       | 60,06        | 96 436      | 60,37       |
| Inscrits / participation | Inscrits / participation | Inscrits / participation | Inscrits / participation | 159 746      | 39,94        | 159 733     | 39,63       |

#### Septième circonscription
Député sortant : Frédéric Petit (Mouvement démocrate).
| Candidat                 | Candidat                 | Parti et coalition       | Nuance                   | Premier tour | Premier tour | Second tour | Second tour |
| Candidat                 | Candidat                 | Parti et coalition       | Nuance                   | Voix         | %            | Voix        | %           |
| ------------------------ | ------------------------ | ------------------------ | ------------------------ | ------------ | ------------ | ----------- | ----------- |
|                          | Frédéric Petit           | MoDem (ENS)              | ENS                      | 21 929       | 37,78        | 34 516      | 58,21       |
|                          | Asma Rharmaoui-Claquin   | LFI (NFP)                | UG                       | 18 914       | 32,58        | 24 784      | 41,79       |
|                          | Mathilde Naveys-Dumas    | RN                       | RN                       | 4 520        | 7,79         |             |             |
|                          | Isabelle Huquet          | EÉÉ (LC)                 | DVC                      | 3 861        | 6,65         |             |             |
|                          | Cécile Richard           | Volt                     | DVG                      | 3 211        | 5,53         |             |             |
|                          | Dominique Mier-Garrigou  | LR (UDC)                 | LR                       | 2 702        | 4,65         |             |             |
|                          | Jérôme Chambon           | SE                       | DIV                      | 1 948        | 3,36         |             |             |
|                          | Julie Alexandre          | REC                      | REC                      | 720          | 1,24         |             |             |
|                          | Fanny Geffray            | DNM                      | DIV                      | 245          | 0,42         |             |             |
|                          |                          |                          |                          |              |              |             |             |
| Votes valides            | Votes valides            | Votes valides            | Votes valides            | 58 050       | 99,13        | 59 300      | 95,82       |
| Votes blancs             | Votes blancs             | Votes blancs             | Votes blancs             | 428          | 0,73         | 2 466       | 3,98        |
| Votes nuls               | Votes nuls               | Votes nuls               | Votes nuls               | 81           | 0,14         | 119         | 0,19        |
| Total                    | Total                    | Total                    | Total                    | 58 559       | 100          | 61 885      | 100         |
| Abstention               | Abstention               | Abstention               | Abstention               | 72 265       | 55,24        | 68 930      | 52,69       |
| Inscrits / participation | Inscrits / participation | Inscrits / participation | Inscrits / participation | 130 824      | 44,76        | 130 815     | 47,31       |

#### Huitième circonscription
- Député sortant : Meyer Habib (Les Républicains[a])

| Candidat                 | Candidat                 | Parti et coalition       | Nuance                   | Premier tour | Premier tour | Second tour | Second tour |
| Candidat                 | Candidat                 | Parti et coalition       | Nuance                   | Voix         | %            | Voix        | %           |
| ------------------------ | ------------------------ | ------------------------ | ------------------------ | ------------ | ------------ | ----------- | ----------- |
|                          | Meyer Habib              | LR (UDC)                 | LR                       | 11 557       | 35,58        | 16 428      | 47,30       |
|                          | Caroline Yadan           | RE (ENS)                 | ENS                      | 7 855        | 24,18        | 18 302      | 52,70       |
|                          | Yaël Lerer,              | SE (NFP)                 | UG                       | 7 516        | 23,14        |             |             |
|                          | Guillaume Bensoussan     | REC                      | REC                      | 2 044        | 6,29         |             |             |
|                          | Aurélie Assouline,       | DC - NÉ                  | LR                       | 1 329        | 4,09         |             |             |
|                          | Gilles Neffati           | EÉÉ (LC)                 | DVC                      | 1 025        | 3,16         |             |             |
|                          | Valérie Chartrain        | Volt                     | DVG                      | 457          | 1,41         |             |             |
|                          | Nicolas Spitalas         | FL                       | DIV                      | 299          | 0,92         |             |             |
|                          | Philippe Hababou Solomon | SE                       | DVD                      | 197          | 0,61         |             |             |
|                          | David Bizet              | UDMF                     | DIV                      | 188          | 0,58         |             |             |
|                          | Benjamin Sigoura         | SE                       | DIV                      | 15           | 0,05         |             |             |
|                          |                          |                          |                          |              |              |             |             |
| Votes valides            | Votes valides            | Votes valides            | Votes valides            | 32 482       | 98,22        | 34 730      | 95,88       |
| Votes blancs             | Votes blancs             | Votes blancs             | Votes blancs             | 503          | 1,52         | 1 431       | 3,95        |
| Votes nuls               | Votes nuls               | Votes nuls               | Votes nuls               | 85           | 0,26         | 61          | 0,17        |
| Total                    | Total                    | Total                    | Total                    | 33 070       | 100          | 36 222      | 100         |
| Abstention               | Abstention               | Abstention               | Abstention               | 115 887      | 77,80        | 112 726     | 75,68       |
| Inscrits / participation | Inscrits / participation | Inscrits / participation | Inscrits / participation | 148 957      | 22,20        | 148 948     | 24,32       |

Meyer Habib, député sortant et candidat de l'Union des démocrates et indépendants en 2022, concourt cette fois pour le parti Les Républicains. Il est fait état d'un soutien du Rassemblement national, dans le cadre de l'accord négocié par Éric Ciotti, ce qu'il dément, bien que de fait, sans appeler explicitement à voter pour lui, le RN ne présente pas de candidat contre lui. Les cadres du RN reconnaissent que la circonscription fait l'objet d'un accord avec Éric Ciotti et regardent donc Meyer Habib comme leur candidat. Il est néanmoins soutenu par la direction nationale des Républicains hors Ciotti. Aurélie Assouline est quant à elle soutenue par la fédération locale de LR et se présente sous l'étiquette « Républicaine indépendante » avec l'investiture de Du courage et de Nouvelle Énergie.
Arrivé en tête au premier tour, il est battu au second par Caroline Yadan de Renaissance qui bénéficie d'un appel à voter contre son adversaire donné par la candidate de gauche Yaël Lerer arrivée troisième.

#### Neuvième circonscription
- Député sortant : Karim Ben Cheïkh (Génération.s)

| Candidat                 | Candidat                 | Parti et coalition       | Nuance                   | Premier tour | Premier tour | Second tour | Second tour |
| Candidat                 | Candidat                 | Parti et coalition       | Nuance                   | Voix         | %            | Voix        | %           |
| ------------------------ | ------------------------ | ------------------------ | ------------------------ | ------------ | ------------ | ----------- | ----------- |
|                          | Karim Ben Cheïkh         | G·s (NFP)                | UG                       | 18 505       | 51,57        | 26 271      | 74,71       |
|                          | Samira Djouadi           | RE (ENS)                 | ENS                      | 5 634        | 15,70        | 8 893       | 25,29       |
|                          | Élodie Charron           | RN                       | RN                       | 3 817        | 10,64        |             |             |
|                          | Ismaël Boudjekada,       | SE                       | DVG                      | 1 421        | 3,96         |             |             |
|                          | Jihad Badreddine         | LR (UDC)                 | LR                       | 1 242        | 3,46         |             |             |
|                          | Erwan Davoux             | LC                       | DVD                      | 1 222        | 3,41         |             |             |
|                          | Seddik Khalfi            | LFI diss.                | DVG                      | 1 171        | 3,26         |             |             |
|                          | Rachid Tahiri,           | UGPPÉ (LC)               | DVC                      | 1 102        | 3,07         |             |             |
|                          | Régina Ducellier         | EÉÉ                      | DVC                      | 693          | 1,93         |             |             |
|                          | Pierre Drevon            | REC                      | REC                      | 311          | 0,87         |             |             |
|                          | Hassan Oudrhiri          | SE                       | DIV                      | 236          | 0,66         |             |             |
|                          | Sébastien Périmony       | S&P                      | DIV                      | 172          | 0,48         |             |             |
|                          | Kourtoum Sackho          | UDI diss.                | DVD                      | 117          | 0,33         |             |             |
|                          | Gabriel Marie Sidibé     | SE                       | DIV                      | 84           | 0,23         |             |             |
|                          | Rania Tessa Maachou      | SE                       | DIV                      | 61           | 0,17         |             |             |
|                          | Hachim Fadili            | DLF                      | DSV                      | 53           | 0,15         |             |             |
|                          | Édouard Tinaugus         | FPA                      | DVG                      | 20           | 0,06         |             |             |
|                          | Khadija David            | 100%C (TUPV)             | DVG                      | 11           | 0,03         |             |             |
|                          | Abdoulai Dianifaba       | MCIA                     | DIV                      | 8            | 0,02         |             |             |
|                          |                          |                          |                          |              |              |             |             |
| Votes valides            | Votes valides            | Votes valides            | Votes valides            | 35 880       | 98,02        | 35 164      | 94,47       |
| Votes blancs             | Votes blancs             | Votes blancs             | Votes blancs             | 592          | 1,62         | 1 890       | 5,08        |
| Votes nuls               | Votes nuls               | Votes nuls               | Votes nuls               | 131          | 0,36         | 168         | 0,45        |
| Total                    | Total                    | Total                    | Total                    | 36 603       | 100          | 37 222      | 100         |
| Abstention               | Abstention               | Abstention               | Abstention               | 93 784       | 71,93        | 93 158      | 71,45       |
| Inscrits / participation | Inscrits / participation | Inscrits / participation | Inscrits / participation | 130 387      | 28,07        | 130 380     | 28,55       |

#### Dixième circonscription
Députée sortante : Amal Amélia Lakrafi (Renaissance).
| Candidat                 | Candidat                   | Parti et coalition       | Nuance                   | Premier tour | Premier tour | Second tour | Second tour |
| Candidat                 | Candidat                   | Parti et coalition       | Nuance                   | Voix         | %            | Voix        | %           |
| ------------------------ | -------------------------- | ------------------------ | ------------------------ | ------------ | ------------ | ----------- | ----------- |
|                          | Elsa Di Meo                | PS (NFP)                 | UG                       | 11 651       | 32,52        | 14 986      | 46,77       |
|                          | Amélia Lakrafi             | RE (ENS)                 | ENS                      | 11 398       | 31,82        | 17 055      | 53,23       |
|                          | Jean de Veron              | RÀD (RN)                 | UXD                      | 6 147        | 17,16        |             |             |
|                          | Lucas Lamah                | LR (UDC)                 | LR                       | 3 488        | 9,74         |             |             |
|                          | Marie-Josée Mabasi         | EÉÉ (LC)                 | DVC                      | 948          | 2,65         |             |             |
|                          | Philippe Castellan         | REC                      | REC                      | 842          | 2,35         |             |             |
|                          | Ali Camille Hojeij         | SE                       | DVC                      | 709          | 1,98         |             |             |
|                          | Odile Mojon-Cheminade      | S&P                      | DIV                      | 450          | 1,26         |             |             |
|                          | Sandra Larose              | SE                       | DIV                      | 94           | 0,26         |             |             |
|                          | Julie Lagui                | SE                       | DIV                      | 70           | 0,20         |             |             |
|                          | Hugues Michel Marie-Louise | SE                       | DIV                      | 20           | 0,06         |             |             |
|                          | Nathalie Mazot             | GRS                      | DVG                      | 7            | 0,02         |             |             |
|                          |                            |                          |                          |              |              |             |             |
| Votes valides            | Votes valides              | Votes valides            | Votes valides            | 35 824       | 98,14        | 32 041      | 92,69       |
| Votes blancs             | Votes blancs               | Votes blancs             | Votes blancs             | 563          | 1,54         | 2 328       | 6,73        |
| Votes nuls               | Votes nuls                 | Votes nuls               | Votes nuls               | 115          | 0,32         | 200         | 0,58        |
| Total                    | Total                      | Total                    | Total                    | 36 502       | 100          | 34 569      | 100         |
| Abstention               | Abstention                 | Abstention               | Abstention               | 77 353       | 67,94        | 79 266      | 69,63       |
| Inscrits / participation | Inscrits / participation   | Inscrits / participation | Inscrits / participation | 113 855      | 32,06        | 113 835     | 30,37       |

#### Onzième circonscription
Députée sortante : Anne Genetet (Renaissance).
| Candidat                 | Candidat                                  | Parti et coalition       | Nuance                   | Premier tour | Premier tour | Second tour | Second tour |
| Candidat                 | Candidat                                  | Parti et coalition       | Nuance                   | Voix         | %            | Voix        | %           |
| ------------------------ | ----------------------------------------- | ------------------------ | ------------------------ | ------------ | ------------ | ----------- | ----------- |
|                          | Anne Genetet                              | RE (ENS)                 | ENS                      | 16 770       | 39,94        | 21 468      | 57,04       |
|                          | Franck Pajot                              | PS (NFP)                 | UG                       | 12 502       | 29,78        | 16 172      | 42,96       |
|                          | Pierre Brochet                            | RN                       | RN                       | 6 424        | 15,30        |             |             |
|                          | Marc Guyon                                | UDD                      | EXD                      | 1 495        | 3,56         |             |             |
|                          | François Asselineau                       | UPR                      | DSV                      | 1 376        | 3,28         |             |             |
|                          | Tatiana Boteva-Malo                       | EÉÉ (LC)                 | ECO                      | 949          | 2,26         |             |             |
|                          | Anne-France Larquemin                     | REC                      | REC                      | 719          | 1,71         |             |             |
|                          | Jordan Cruciani,                          | MEI - RPFE (RAS)         | ECO                      | 574          | 1,37         |             |             |
|                          | Françoise Arthur                          | FÉ (TUPV)                | REG                      | 507          | 1,21         |             |             |
|                          | Élise Phonrath                            | DLF                      | DSV                      | 244          | 0,58         |             |             |
|                          | Jacques Cheminade                         | S&P                      | DIV                      | 224          | 0,53         |             |             |
|                          | Nelly Violette                            | DNM                      | DIV                      | 148          | 0,35         |             |             |
|                          | Victor Maurel                             | MCIA                     | DIV                      | 30           | 0,07         |             |             |
|                          | Marie-Aimée Bellotto dite Nathalie Martin | GRS                      | DVG                      | 14           | 0,03         |             |             |
|                          | Olivier Machet                            | RD                       | DIV                      | 10           | 0,02         |             |             |
|                          |                                           |                          |                          |              |              |             |             |
| Votes valides            | Votes valides                             | Votes valides            | Votes valides            | 41 986       | 98,34        | 37 640      | 91,34       |
| Votes blancs             | Votes blancs                              | Votes blancs             | Votes blancs             | 618          | 1,45         | 3 334       | 8,09        |
| Votes nuls               | Votes nuls                                | Votes nuls               | Votes nuls               | 91           | 0,21         | 233         | 0,57        |
| Total                    | Total                                     | Total                    | Total                    | 42 695       | 100          | 41 207      | 100         |
| Abstention               | Abstention                                | Abstention               | Abstention               | 61 924       | 59,19        | 63 394      | 60,61       |
| Inscrits / participation | Inscrits / participation                  | Inscrits / participation | Inscrits / participation | 104 619      | 40,81        | 104 601     | 39,39       |

## Suites
Le Conseil constitutionnel déclare le 11 juillet 2025 Stéphane Vojetta (apparenté au groupe Ensemble pour la République) inéligible pendant un an en raison d'irrégularités dans ses frais de campagne. Le député de la cinquième circonscription est par conséquent démissionnaire d'office. Une élection législative partielle est donc organisée les 28 septembre et 12 octobre 2025.